# Gefecht bei Mormant
Frühjahrsfeldzug 1813
Lüneburg – Möckern – Halle – Großgörschen – Gersdorf – Bautzen – Reichenbach – Nettelnburg – Haynau – Halberstadt – Luckau
Herbstfeldzug 1813

Großbeeren – Katzbach – Dresden – Hagelberg – Kulm – Dennewitz – Göhrde – Altenburg – Wittenberg – Wartenburg – Liebertwolkwitz – Leipzig – Torgau – Hanau – Hochheim – Danzig
Winterfeldzug 1814

Épinal – Colombey – Brienne – La Rothière – Champaubert – Montmirail – Château-Thierry – Vauchamps – Mormant – Montereau – Bar-sur-Aube – Soissons – Craonne – Laon – Reims – Arcis-sur-Aube – Fère-Champenoise – Saint-Dizier – Claye –  Paris
Sommerfeldzug von 1815

Quatre-Bras – Ligny – Waterloo – Wavre – Paris
Das Gefecht bei Mormant war eine Schlacht zwischen französischen Truppen unter dem persönlichen Befehl Napoleons und den Truppen der Vorhut des russischen Korps Wittgenstein der Böhmischen Armee am 17. Februar 1814 während des Winterfeldzuges 1814 der Befreiungskriege.

## Vorgeschichte
Nach der Schlacht bei La Rothière am 1. Februar 1814 hatte Napoleon vom 10. Februar 1814 bis 14. Februar 1814 der Schlesischen Armee unter Feldmarschall Blücher vier erfolgreiche Gefechte an der Marne geliefert. In dieser Zeit war jedoch die Böhmische Armee unter Fürst Schwarzenberg entlang der Seine nahe an Paris herangerückt, so dass Napoleon gezwungen war unverzüglich nach Süden zu marschieren und sich gegen diese Bedrohung der französischen Metropole zu wenden. Dabei gelang ihm eine der brillantesten und erfolgreichsten Truppenbewegungen seiner Feldherrenschaft.

### Die Bewegungen der napoleonischen Armee am 15. und 16. Februar 1814
Am 15. und 16. Februar 1814 führte Napoleon das Gros seiner Truppen in Tag- und Nachtmärschen von der Marne an die Seine zurück. Dies war eine der schnellsten Truppenbewegungen der napoleonischen Kriege überhaupt, die nur gelang, da wesentliche Truppenteile, nämlich die Division Friant der Alten Garde, über größere Strecken auf Landfuhrwerken bewegt werden konnten, was sie vor völliger Erschöpfung bewahrte. Um die schwer passierbaren Sümpfe des Petit Morin zu umgehen, marschierten die von Napoleon persönlich geführten Truppen am 15. Februar 1814 von Montmirail nach Meaux. Die Alte Garde marschierte an der Spitze und legte die 50 km in der Zeit von 6:00 Uhr morgens bis zum Abend zurück. Ab 8:00 Uhr des nächsten Tages marschierten die Truppen weiter nach Süden. Die Alte Garde erreichte an diesem Tage unter Nutzung von Landfuhrwerken das 40 km entfernte Guignes. Auch die Garde-Kavallerie traf dort am Abend ein, nur die Junge Garde unter Marschall Ney, die die ganze Strecke marschieren musste, blieb noch etwas zurück und stand am Abend des 16. Februar 1814 einige Kilometer nördlich von Guignes.
Ebenfalls am 16. Februar 1814 traf bei Guignes eine Kavallerie-Division unter General Trelliard ein, die einen Monat zuvor die französische Süd-Armee unter Marschall Soult in Nordspanien verlassen hatten, um zur Unterstützung Napoleons herbeizueilen.
Am gleichen Tage traf auch auf Napoleons Befehl die Reserve-Artillerie der französischen Armee aus der Gegend von Paris kommend 3 km nordwestlich von Guignes ein. Deren Geschütze waren nicht auf Napoleons Feldzug an die Marne mitgeführt worden, da sie in dem sumpfigen Gelände dort nicht zu bewegen waren.
Vorausschauend hatte Napoleon bereits einige Tage zuvor Marschall MacDonald, dessen Korps nach dem Marsch entlang der Marne noch bei Meaux gestanden hatte, befohlen, nach Süden zu gehen. MacDonald traf mit seinem Korps bereits am 15. Februar 1814 nördlich von Guignes ein und bezog dort Stellung.
Die französischen Marschalle Victor und Oudinot, deren Aufgabe es gewesen war, mit ihren Korps die Böhmische Armee der Koalition aufzuhalten, hatten ihre Truppen ebenfalls herangeführt.
Dagegen standen die Infanterie-Divisionen der Generale Charpentier und Allix und die Kavallerie unter Pajol weiter südlich und westlich an der Seine, um der Böhmischen Armee dort ein Vorrücken zu verwehren. Charpentiers Mannschaft bestand ausschließlich aus Rekruten, die erst in den Tagen zuvor zur Armee eingezogen worden waren.

#### Die Stellungen der französischen Armee am 16. Februar 1814
Die Positionen und Truppenstärken der französischen Truppen lassen sich folgendermaßen zusammenfassen:
| Truppenteil                       | Truppenstärke – Infanterie | Truppenstärke – Kavallerie | Position am 16. Februar 1814 abends                                                                 |  |
| --------------------------------- | -------------------------- | -------------------------- | --------------------------------------------------------------------------------------------------- |  |
| Division Friant der Alten Garde   | 4.500                      | -                          | in Guignes und Chaumes-en-Brie                                                                      |  |
| Korps Ney                         | 3.000                      | -                          | mit den Divisionen Curial und Meunier einige Kilometer nördlich von Guignes bei La Houssaye-en-Brie |  |
| Korps Gèrard                      | 4.500                      | -                          | mit den Divisionen Dufour und Jan de La Hamelinaye                                                  |  |
| Korps Victor                      | 5.000                      | -                          | mit der Division Duhesme und Chateau zwischen Chaumes und Fontenay-Trésigny                         |  |
| Korps Oudinot                     | 7.500                      | -                          | mit der Division Rothembourg und der Brigade Gauthier de Murman zwischen Guignes und Mormant        |  |
| Korps MacDonald                   | 8.000                      | -                          | mit der Division Albert, Brayer und Amery nordwestlich von Guignes bei Solers und Ozouer-le-Voulgis |  |
| Garde-Kavallerie unter Exelmans   | -                          | 3.000                      | mit den Divisionen Excelmans, Pacz und Laferrière zwischen Chaumes und Fontenay-Trésigny            |  |
| Kavallerie-Korps Milhaud          | -                          | 4.400                      | mit den Divisionen Piré, Briche und L’Héritier beim Korps Victor                                    |  |
| Kavallerie-Korps Kellermann       | -                          | 4.200                      | mit den Divisionen Jacquinot, Treilhard und Roussel beim Korps Victor                               |  |
| Korps Pajol                       | 5.000                      | 1.400                      | mit der Infanterie unter Pacthod bei Cramayel                                                       |  |
| Division Allix                    | 2.000                      | 500                        | bei Melun                                                                                           |  |
| Division Charpentier              | 3.500                      | -                          | an der Essonne, südlich von Paris                                                                   |  |
| Division Boyer de Rebeval         | 3.300                      | -                          | noch im Anmarsch von Villeneuve-Saint-Georges                                                       |  |
| Division Leval                    | 4.500                      | -                          | noch im Anmarsch                                                                                    |  |
| Kavallerie-Division Saint-Germain | -                          | 500                        | noch im Anmarsch                                                                                    |  |
| Summe kampffähiger Truppen        | 50.800                     | 15.300                     | |  |

### Bewegungen der ’’Böhmischen Armee’’ vom 8. bis zum 16. Februar 1814
Nachdem Napoleon am 7. Februar 1814 Troyes verlassen und sich nach Nogent-sur-Seine begeben hatte und die Württemberger noch am selben Tage Troyes besetzten, hielt die Böhmische Armee zwei Tage Ruhe und bewegte sich im Wesentlichen nicht mehr. Ihr Oberbefehlshaber, Fürst Schwarzenberg, verlegte sein Hauptquartier am 8. Februar 1814 nach Troyes, ebenso Zar Alexander und der preußische König Friedrich Wilhelm III.

#### Das Gefecht an der Ardusson am 10. Februar 1814
Am 10. Februar 1814 kam es zu einem Gefecht zwischen französischen Truppen der Korps Victor und Koalitionstruppen der Korps Wrede und Wittgenstein bei Saint-Aubin südlich von Nogent-sur-Seine, dem sogenannten Gefecht an der Ardusson. In der folgenden Nacht zogen sich die französischen Truppen nach Norden zurück, wobei sie in Nogent-sur-Seine die Seine überschritten.

#### Die Eroberung von Sens am 11. Februar 1814

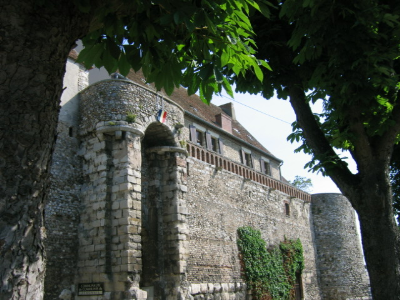
Die alte Stadtmauer von Sens

Am 10. Februar 1814 erreichte die Vorhut der Württemberger die Stadt Sens an der Yonne. Sens hatte damals etwa 9.000 Einwohner und wurde von 2.400 französischen Soldaten unter dem Befehl von General Allix verteidigt. Die Verteidiger hatten eine starke Position inne, da die Altstadt, die ganz am östlichen Ufer des Flusses liegt, von einer starken Mauer mit fünf befestigten Toren und einem Graben umschlossen war.
Am 10. Februar 1814 und dem Folgetag versuchten die Württemberger die Verteidiger der Stadt durch Artilleriebeschuss zur Übergabe zu zwingen, was nicht gelang. Erst als es österreichischen Pionieren unter Beschuss gelang, eine kaum meterbreite Bresche in eine Mauer zu schlagen, die erst kurz zuvor errichtet worden war, um eine Pforte in der Stadtmauer zu verschließen, konnte ein Sturmtrupp der Württemberger Mann für Mann in die ersten Gebäude an der Stadtmauer eindringen. General Allix meinte nun, seine Männer an dieser Stelle zusammenziehen zu müssen, und vernachlässigte so die Verteidigung der Stadttore, von denen zwei von den Angreifern aufgebrochen wurden. Jetzt drangen die Württemberger in größerer Zahl in die Stadt ein und die Franzosen mussten diese über die Yonne-Brücke verlassen. Die Brücke verteidigten sie noch die ganze folgende Nacht hindurch, während sich General Allix mit dem Gros seiner Männer nach Villeroy zurückzog. Auch
Pont-sur-Yonne, weiter im Norden am Fluss gelegen, ließ er räumen. Es gelang ihm noch, zwei weitere Brigaden, eine Infanterie-Brigade und eine Kavallerie-Brigade, an sich zu ziehen.
Beide Seiten hatten bei den Gefechten etwa 200 Mann verloren.

##### Trivia

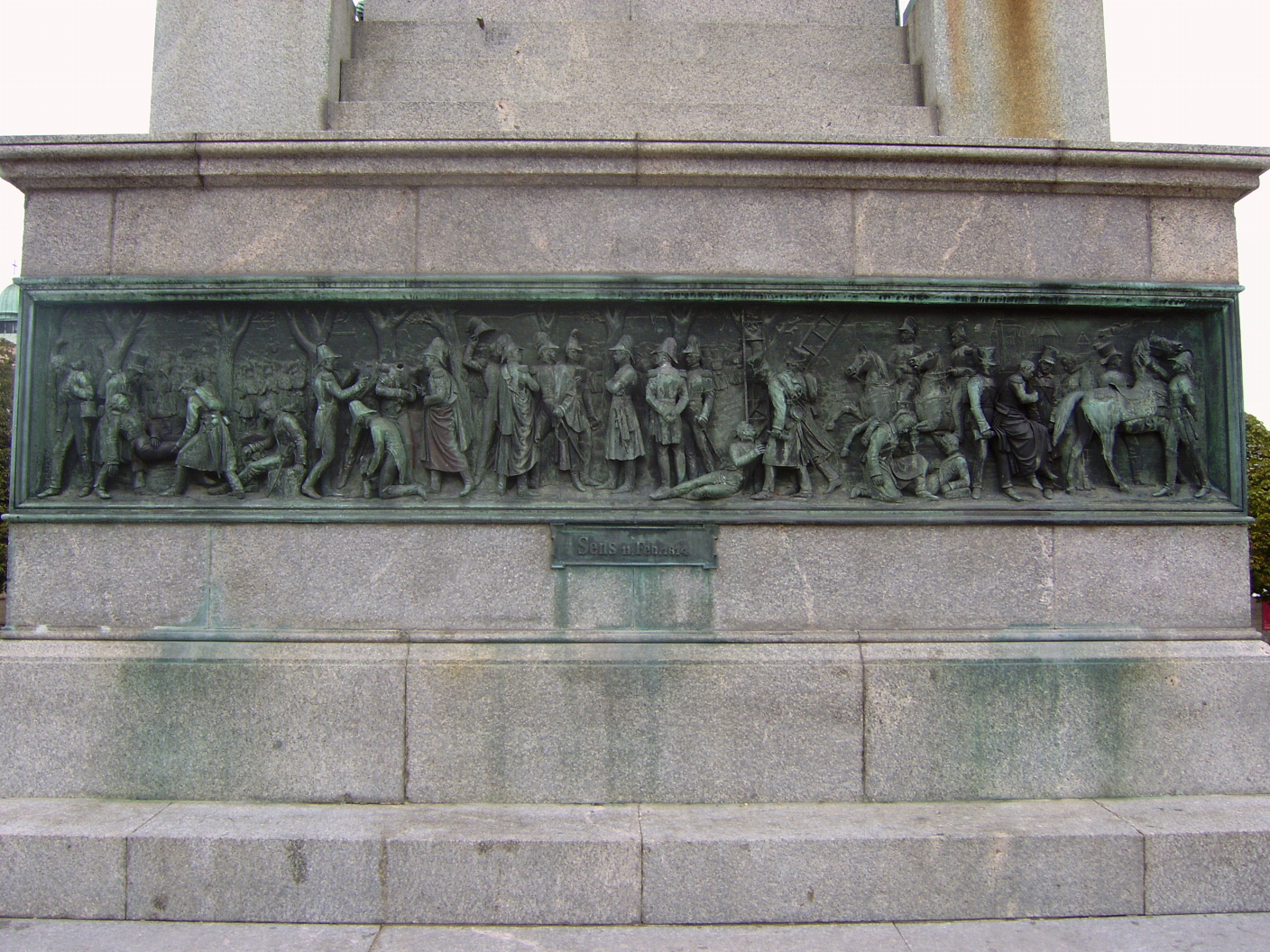
Relief an der Jubiläumssäule auf dem Schloßplatz in Stuttgart, errichtet zum 25-jährigen Regierungsjubiläum und 60. Geburtstag König Wilhelms I. von Württemberg

An der Jubiläumssäule auf dem Schloßplatz in Stuttgart beschreibt eines der Reliefs am Sockel der Säule die Einnahme der Stadt Sens.

#### Die Einnahme von Nogent-sur-Seine am 12. Februar 1814
Am 11. Februar 1814 erreichte die Vorhut des russischen Korps Wittgenstein unter Graf Pahlen von Süden kommend die Stadt Nogent-sur-Seine, die selbst ganz südlich der Seine liegt. Nogent wurde von 1400 bis 1700 Franzosen unter Brigadegeneral Bourmont verteidigt. Die Befestigungsanlagen der Stadt waren nicht fertiggestellt worden, weshalb die Verteidiger sich in den Häusern verschanzt hatten. Graf Pahlen erhielt an diesem Tage noch Unterstützung durch die österreichische Division Hardegg des bayerisch-österreichischen Korps Wrede. Aber auch gemeinsam konnten sich Russen und Österreicher nicht gegen die entschlossenen Verteidiger durchsetzen.
Am 12. Februar 1814 wurde vor Nogent die Division Hardegg durch Teile der Division Rechberg des Korps Wrede abgelöst. Darüber hinaus marschierte die bayerische Division La Motte des Korps Wrede nach Bray-sur-Seine, weiter flussabwärts gelegen, vertrieb die wenigen Verteidiger der Brücke dort, die teilweise zerstört war, und setzte mehrere Bataillone in Kähnen über den Fluss, um Nogent von Nord-Westen zu erreichen. Die russische Division Rüdiger des Korps Wittgenstein setzte zur gleichen Zeit in Pont-sur-Seine flussaufwärts über die Seine, um Nogent von Osten einzuschließen.

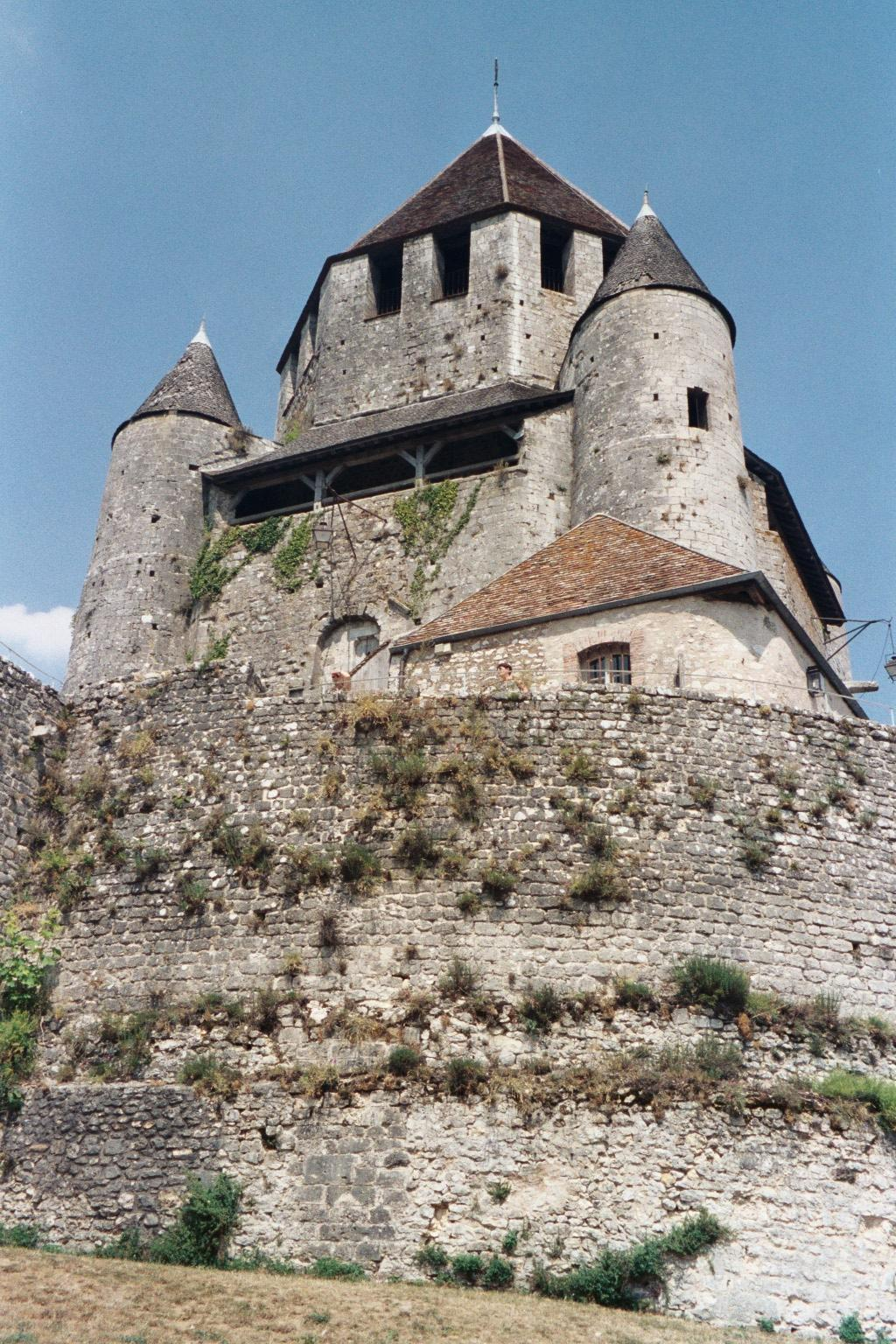
Mittelalterliches Festungswerk von Provins

Gegen Abend griffen die Bayern Nogent von Süden an und trieben die Verteidiger von Haus zu Haus dem Fluss zu. Als diese endlich die Stadt verlassen mussten, zogen sie nach Norden über die Brücke ab, die sie hinter sich sprengten und deren umherfliegende Trümmer noch einige bayerische Soldaten erschlugen.
Die Franzosen verloren in drei Tagen 400 Mann, die Koalitionstruppen 1.200. Der verwundete General Bourmont wurde von Napoleon zum Divisionsgeneral befördert.
Am gleichen Tage besetzten die Russen unter General Rüdiger noch Villenauxe. Am nächsten Tage, dem 13. Februar 1814, ging das ganze russische Korps Wittgenstein in Pont-sur-Seine auf das nördliche Ufer des Flusses über. Die Russen erreichten an diesem Tage noch Sourdun und Léchelle unmittelbar vor Provins, das am gleichen Tage von dem französischen Korps Victor geräumt worden war. Die Franzosen zogen sich entlang der Straße nach Nangis zurück.
In Nogent-sur-Seine errichteten die Russen am 13. Februar 1814 eine Schiffsbrücke über die Seine.

#### Das Gefecht bei Cuterelles am 13. Februar 1814
Bis 5:00 Uhr am Morgen des 13. Februar 1814 hatten die Pioniere des Korps Wrede die Brücke in Bray-sur-Seine wieder passierbar gemacht und wesentliche Teile des Korps gingen in den folgenden Stunden über diese Brücke auf das Nordufer der Seine. Dort trafen sie aber bereits bei dem Dorfe Saint-Sauveur auf französische Truppen des Marschalls Oudinot, der zu keinem schnellen Rückzug bereit war. Wredes Truppen gelang es, die Franzosen aus Saint-Sauveur zu vertreiben und auch Les Ormes zu besetzen. Aber bei Cutrelles konnte die französische Infanterie Marschall Oudinots sich in günstigen Stellungen festsetzen. Graf Wrede versuchte, die französische Stellung umfassen zu lassen, ließ hierzu das Dorf Vimpelles besetzten und sandte starke Kräfte nach Nord-Osten, um auch das Dorf Luisetaines einzunehmen. Marschall Oudinot durchschaute aber diesen Plan und sandte ebenfalls Truppen nach Luisetaines mit der Folge, dass um diesen Ort ein stundenlanger heftiger und verlustreicher Kampf entbrannte, in den beide Seiten immer wieder neue Kräfte sandten.
Um 16:00 Uhr näherten sich von Osten die österreichischen Truppen des Korps Wrede, die in Nogent über die Seine gegangen waren. Diese gerieten alsbald bei Paroy in ein Gefecht mit französischen Truppen des Korps Victor, die sich schon auf dem Rückzug nach Nangis befanden.
Die winterlich frühe Dämmerung beendete die Gefechte. Beide Seiten hatten um 600 Mann verloren. In der Nacht zog sich das Korps Oudinot zurück, wurde dabei von der bayerischen Kavallerie bemerkt und durch die Nacht verfolgt. Bereits um 2:00 Uhr am Morgen des 14. Februar 1814 besetzten die Bayern Donnemarie. Die beiden französischen Korps standen an diesem Morgen bei Nangis.
Das württembergische Korps zog am 13. Februar 1814 von Sens über Pont-sur-Yonne entlang der Yonne auf die Seine zu. Die österreichischen Korps Bianchi und Gyulay erreichten am gleichen Tage Sens. Die russischen und preußischen Garden und die russischen Kürassiere standen um Pont-sur-Seine. In der Nähe hatten Zar Alexander und der preußische König sich Quartiere genommen. Das Hauptquartier des Fürsten Schwarzenberg befand sich in Nogent.
Der französische General Pajol räumte am 14. Februar 1814 Montereau und zog sich bis Le Châtelet-en-Brie zurück.

#### Das Gefecht bei Montmirail am 15. Februar 1814
Als am 11. Februar das Gerücht von einer Niederlage der Schlesischen Armee bei Champaubert aufkam, sandte die Führung der Böhmischen Armee ein kleineres russisches Truppenkontingent unter General Diebitsch noch Norden, um eine neue Verbindung zur Schlesischen Armee aufzubauen. Um 17:00 Uhr desselben Tages erreichte ein Kurier Blüchers das Hauptquartier Fürst Schwarzenbergs und bestätigte die Niederlage. Daraufhin wurde Diebitsch nochmals angewiesen, forciert nach Norden vorzustoßen.
Diebitsch und seine Männer zogen zunächst nach Plancy, wo sie die Aube überqueren konnten, und dann in den folgenden Tagen über Anglure nach
Sézanne und von dort über die bessere Straße direkt nach
Montmirail.
Am 15. Februar 1814 griffen sie bei Montmirail französische Kavallerie unter Marschall Grouchy an. Grouchy zog sich mit seinen Reitern zurück und rief das französische Korps unter Marschall Marmont zu Hilfe. Dieses Korps stand wenig weiter westlich, mit der Aufgabe, Napoleons Truppenbewegungen gegen die Schlesische Armee, die sich bei Châlons-en-Champagne wieder sammelte, zu decken. Als Marmonts Soldaten bei Montmirail eintrafen, hatten Diebitschs Russen Marchais-en-Brie und
Fontenelle-en-Brie erreicht. An beiden Orten wurden sie von überlegenen französischen Kräften in der Stärke jeweils einer Brigade angegriffen. Es gelang Diebitsch mit Not, seine Männer bei Fontenelle zu sammeln, Montmirail und die Franzosen zu umgehen und sich nach Champaubert durchzuschlagen, von wo er über die Brücke bei Saint-Prix zog und dann den kaum passierbaren Weg durch die Sümpfe des Petit Morin zurück nach Sezanne nehmen musste. Diebitschs Truppe liefen eine größere Zahl versprengter russischer und preußischer Soldaten der Schlesischen Armee zu, die von den Ereignissen und Gefechten der Vortage berichteten. Diebitsch sandte sofort einen Kurier an das Hauptquartier der Böhmischen Armee, der als Erster Nachricht von der Niederlage Blüchers und der Schlesischen Armee bei Vauchamps und Étoges am 14. Februar 1814 brachte.

#### Die Einnahme von Fontainebleau am 15. Februar 1814
Am 15. Februar 1814 besetzten österreichische Truppen des Korps Bianchi Fontainebleau, das von dem französischen General Montbrun verlassen worden war. Ein Rückzug, der den letzteren sein Kommando kostete, als Napoleon davon erfuhr.
Am gleichen Tage besetzten die österreichischen Husaren des Korps Wrede Nangis.

#### Die Stellungen derBöhmischen Armeeam 16. Februar 1814
Im Verlauf des 16. Februar 1814 ordnete Graf Wittgenstein an, dass sich die Vorhut seines Korps unter Graf Pahlen weiter nach Norden bewegen solle. Diese Truppen erreichten noch Mormant und es wurde Kavallerie entlang der Straßen nach Paris und Meaux zur Erkundung ausgesandt. Dann aber wurden die Russen von einer Kehrtwendung der französischen Truppen überrascht, die sich bis dahin immer weiter zurückgezogen hatten und nun unerwartet angriffen. Die Russen mussten zunächst umkehren und einige ihrer Truppenteile gingen bis Bailly zurück, um sich wieder zu sammeln.
Die Stellungen der Böhmischen Armee am Abend des 16. Februar 1814 waren:
| Truppenteil                                   | Position                                |
| --------------------------------------------- | --------------------------------------- |
| Korps Gyulay (Österreich)                     | bei Pont-sur-Yonne                      |
| Korps des Kronprinzen Wilhelm (Württemberg)   | bei Montereau                           |
| Korps Wittgenstein (Russland)                 | bei Provins und Nangis                  |
| Korps Wrede (Bayern, Österreich)              | bei Donnemarie und Provins              |
| Korps Bianchi (früher Colloredo) (Österreich) | bei Moret-sur-Loing und Montereau       |
| Die russischen Grenadiere                     | bei Pont-sur-Seine und Nogent-sur-Seine |
| Die russischen Kürassiere                     | bei Pont-sur-Seine und Nogent-sur-Seine |
| Die russischen und preußischen Garden         | bei Pont-sur-Seine und Nogent-sur-Seine |

## Das Gefecht bei Mormant am 17. Februar 1814

### Der französische Angriff am Morgen
Napoleon führte seine Truppen persönlich bei Tagesanbruch des 17. Februar 1814 von Guignes auf der Straße nach Nangis nach Süden. Bereits bei L’Etang stießen die Franzosen auf die ersten russischen Kundschafter. Das Gros der russische Truppen unter Graf Pahlen stand auf der Höhe des Dorfes Pecqueux und begann angesichts der weit überlegenen Massen französischer Truppen sofort den Rückzug, die Artillerie auf der Straße, die Infanterie davor, dahinter und daneben, die Kavallerie zu beiden Seiten. Als die Russen durch Marmont marschieren mussten, überholte sie die französische Kavallerie, die den Ort im Osten wie im Westen umgehen konnte. Einige Zeit verging, in der die französische Kavallerie die russische versprengte. Den russischen Reitern blieben die Karrees der eigenen Infanterie als einzige Zufluchtsstätte. Bald darauf hatte die französische Artillerie ihre Geschütze durch Mormant gebracht und begann, daraus auf die Russen zu feuern.
Auf der Höhe des Ortes Grandpuits ging die französische Kavallerie in Massen in den Angriff auf die russische Infanterie über. Die erste Welle konnten die Russen noch abwehren, dann brachen ihre Karrees auseinander und eine allgemeine Flucht begann.
Graf Pahlens Adjutant von Löwenstern beschreibt diese Stunde in seinen Memoiren:

„Dann auf einmal schien sich die Erde zu öffnen und Tod und Verderben zu speien. Zu allen Seiten bliesen die Trompeter des Feindes zum Angriff, eine enorme Masse an Kavallerie entwickelte sich im Feld und fiel im Galopp über uns her. […] Panik brach aus und jeder dachte nur noch daran sein eigenes Leben zu retten. Es ging erbarmungslos weiter. Jeder der unseren rannte, und wer fiel war verloren.“

Graf Pahlen hatte auf die Unterstützung einer russischen Infanterie-Brigade gerechnet, die noch am Morgen bei Bailly gestanden hatte. Nun zeigte sich, dass diese bereits über Nangis auf der Straße nach Provins abgezogen war. Am Vormittag hatte sich nämlich Graf Wittgenstein zu seinen Truppen nach Mormant begeben, war Zeuge des französischen Anmarschs geworden, hatte sich zu seiner Brigade bei Bailly gerettet und war unter deren Schutz geflohen.
Zwei österreichische Kavallerie-Regimenter, die zwischen Bailly und Nangis standen, gerieten in den Sturm der französischen Kavallerie und konnten sich nur nach deutlichen Verlusten retten.
Die österreichische Division Hardegg des Korps Wrede, die noch in Nangis stand, wurde von Graf Pahlen durch einen Kurier um Unterstützung gebeten, verweigerte diese aber unter einem Vorwand und setzte sich auf der Straße über Valjouan nach Donnemarie ab.
Der völligen Vernichtung entgingen die Russen des Grafen Pahlen nur durch den Umstand, dass die Franzosen ihre Verfolgung in Nangis einstellten. Die Überlebenden, die nicht in Gefangenschaft geraten waren, marschierten nach Provins. Dorthin wurde zu ihrer Verstärkung noch in der folgenden Nacht die russische Kürassier-Division Duca verlegt. Das Gros des Korps Wittgenstein hatte sich bereits bis Sordun zurückgezogen.

### Das Gefecht bei Valjouan
Zur Mittagszeit des 17. Februar 1814 in Nangis eingetroffen, teilte Napoleon seine Armee auf:
- Marschall Victor hatte mit seinen Truppen auf Montereau zu ziehen,
- Marschall MacDonald hatte mit seinem Kontingent nach Donnemarie zu marschieren und
- Marschall Oudinot hatte mit seinem Korps gegen Provins zu ziehen.

Marschall Oudinot legte an diesem Tage nur noch die halbe Wegstrecke bis Provins zurück, Marschall MacDonald kam bis Meigneux, wo ihm mehrere Divisionen des Korps Wrede der Böhmischen Armee gegenüberstanden.
Das Korps des Marschalls Victor erreichte gegen 15:00 Uhr am 17. Februar 1814 den kleinen Ort Valjouan und traf dort wieder auf Teile der österreichischen Division Hardegg und eine bayerische Brigade des Korps Wrede. Die Franzosen attackierten sofort den Ort Villeneuve, um die Straße nach Donnemarie zu blockieren. Der erste Angriff scheiterte am Widerstand der Bayern, die sich in Villeneuve festgesetzt hatten. Ein zweiter Angriff trieb die Bayern aus dem Ort, die sich nun über freies Feld, von französischer Kavallerie verfolgt, nach Osten zurückziehen mussten. Die Koalitionstruppen setzten sich gemeinsam nach Donnemarie ab und die Franzosen folgten ihnen nicht, da ihr Befehl lautete, nach Montereau zu gehen.
Beide Seiten verloren bei diesem Gefecht am Nachmittag des 17. Februar 1814 bei Villeneuve einige hundert Mann und die Franzosen machten noch 300 Gefangene. Auch die beiden österreichischen Kavallerie-Regimenter, die schon bei Bailly gelitten hatten, gerieten wieder in den Sturm der französischen Kavallerie und verloren noch einmal 200 Mann.
Marschall Victor erreichte mit seinem Korps an diesem Tage noch Salins unmittelbar vor Montereau, in dem das württembergische Korps stand, das am nächsten Morgen angegriffen und vertrieben wurde.

### Die weiteren Truppenbewegungen am 17. Februar 1814
Der französische General Allix marschierte von Melun nach Fontainebleau und vertrieb die Österreichischen Truppen, die den Ort zwei Tage zuvor besetzt hatten.
General Pajol zog mit seiner Kavallerie von Saint-Germain-Laxis, nördlich Melun gelegen, nördlich der Seine auf Montereau und vertrieb 3 württemberger Escadron aus Le Châtelet und Les Ecrennes. Der Vormarsch der Franzosen kam an diesem Tage erst vor Valence zum Stehen, wo ihnen die Division Adam von Württembergs hinreichenden Widerstand bot.